# Стаббурсдален
Стаббурсдален — національний парк на території муніципалітету Порсангер (фюльке Фіннмарк) у Норвегії. Невелика частина території лежить на території сусіднього муніципалітету Квалсунн. Тут розташований найпівнічніший у світі сосновий ліс.

## Загальні відомості
Національний парк розташований на захід від Порсангер-фіорда в долині річки Стаббурсельва.[джерело не вказане 1413 днів]. Тут є всі типові місцеві ландшафти Північної Норвегії — лисі, покриті тундрою гори, плато, улоговини, березняк і вкраплення соснового лісу. На річці є і пороги (водоспади), і розливи зі спокійною водою. Найвищою точкою парку є гора Čohkarášša, яка височіє на 1139 м над рівнем моря. Парк створено 1970 року і значно розширено в 2002.
Колись на цій території саами полювали на дикого північного оленя, а від XVII століття перейшли до їх розведення.

## Сосновий ліс
7500—5000 років тому, під час потепління клімату, соснові ліси поширилися на північ. Потім однак сталося похолодання й вони змогли вціліти тільки в захищених річкових долинах, таких, як у Стаббурсдалені. Охорона соснового лісу, що зростає тут, — основне завдання національного парку.